# Chata Říp
Chata Říp (d. Boumova chata) – czeski obiekt turystyczny (schronisko turystyczne), położone na wys. ok. 450 m n.p.m. pod szczytem Říp (460 m n.p.m.) na terenie Płyty Czeskiej (Płyta Rzipska).

## Historia
Obiekt został wybudowany w 1907 roku z inicjatywy Klubu Czeskich Turystów, a orędownikiem jego budowy był Václav Bouma - ówczesny starosta powiatu Roudnice nad Labem. Teren, na który powstało schronisko należał do rodziny Lobkovicz (w połowie lat 20. XX wieku pozbawiono ich własności). Gospodarzami obiektu zostało małżeństwo Josef i Růžena Kotkovie, mający niedaleko gospodarstwo. Budynek nie posiadał ujęcia wody - wywożono ją na górę w beczkach. Obiekt - będący raczej gospodą niż schroniskiem - był chętnie odwiedzany przez turystów, a o jego popularności świadczy znajdujący się na Chacie napis "Co Mohamedu Mekka, to Čechu Říp" (Czym dla Mahometa Mekka, tym dla Czecha Říp).
Po II wojnie światowej obiekt przeszedł na własność państwową. Jak wynika z wpisów katastralnych, od 1955 roku właścicielem nieruchomości było biuro podróży Turista z Pragi, a od 1958 roku budynek trafił w ręce koncernu gastronomicznego RaJ (Restaurace a jídelny). W 1992 roku Chata wróciła w ręce rodziny Lobkowiczów, a obecny jej właściciel mieszka w Stanach Zjednoczonych. Sam obiekt jest natomiast wynajmowany.

## Oferta
Obiekt stanowi bufet turystyczny, serwujący ciepłe posiłki oraz napoje. Dni otwarcia zależą od sezonu (od listopada do lutego - od piątku do niedzieli. w marcu, kwietniu, wrześniu i październiku - od środy do niedzieli, a w pozostałe miesiące - codziennie). Jest również otwarty w święta państwowe. 

## Szlaki turystyczne
- Mlčechvosty - Jeviněves - Ctiněves - Chata Říp - Krabčice - Roudnice nad Labem
- Ledčice - Mnetěš - Chata Říp - Vesce - Roudnice nad Labem
- Vražkov - Chata Říp
- pętla na szczyt Říp oraz do punktu widokowego Roudnická vyhlídka